# Nam Bình (phường)
Nam Bình là một phường thuộc thành phố Hoa Lư, tỉnh Ninh Bình, Việt Nam.

## Địa lý
Phường Nam Bình nằm ở trung tâm thành phố Hoa Lư, có vị trí địa lý:
- Phía đông giáp phường Ninh Sơn
- Phía nam giáp phường Ninh Phong
- Phía tây giáp phường Nam Thành
- Phía bắc giáp phường Vân Giang.

Phường Nam Bình có diện tích là 1,83 km², dân số năm 2023 là 11.619 người, mật độ dân số đạt 6.349 người/km².
Chợ Quang Trung nằm bên đường Nguyễn Huệ thuộc phường Nam Bình là chợ nằm trong danh sách các chợ loại 1, 2, 3 ở Ninh Bình. Đây là một phường có đường Quốc lộ 1 cũ xuyên Việt đi qua mang tên đường Nguyễn Huệ.

## Hành chính
Phường Nam Bình được chia thành 14 tổ dân phố: Bắc Phong, Chu Văn An, Đại Phong, Đông Phong, Hàn Thuyên, Lê Lợi, Ngọc Hà, Ngô Quyền, Phong Quang, Phong Sơn, Phú Sơn, Phú Xuân, Trại Lộc, Trung Tự.

## Lịch sử
Ngày 9 tháng 4 năm 1981, Hội đồng Chính phủ ban hành Quyết định số 151-CP về việc thành lập phường Quang Trung thuộc thị xã Ninh Bình trên cơ sở tách phố 1A, phố 1B, phố 7 của thị trấn Ninh Bình cũ thuộc huyện Hoa Lư.
Ngày 26 tháng 12 năm 1991, Quốc hội ban hành Nghị quyết về việc chia tỉnh Hà Nam Ninh thành tỉnh Nam Hà và tỉnh Ninh Bình. Khi đó, phường Quang Trung thuộc thị xã Ninh Bình, tỉnh Ninh Bình. 
Ngày 2 tháng 11 năm 1996, Chính phủ ban hành Nghị định số 69-CP (nghị định có hiệu lực từ ngày 1 tháng 1 năm 1997) về việc:
- Sáp nhập 29,60 ha diện tích tự nhiên và 498 nhân khẩu của xã Ninh Phong thuộc huyện Hoa Lư vào thị xã Ninh Bình quản lý.
- Thành lập phường Nam Bình trên cơ sở sáp nhập 29,60 ha diện tích tự nhiên với 498 nhân khẩu của xã Ninh Phong và phần còn lại của phường Quang Trung (gồm 48,50 ha diện tích tự nhiên và 3.754 nhân khẩu).

Phường Nam Bình có diện tích tự nhiên 78,10 ha và 4.252 nhân khẩu với 10 phố: Hàn Thuyên, Lê Lợi, Lê Lai, Trung Tự, Ngô Quyền, Phong Quang, Ngọc Hà, Chu Văn An, Tương Lai, Đoàn Kết.
Ngày 28 tháng 4 năm 2005, Chính phủ ban hành Nghị định số 58/2005/NĐ-CP về việc:
- Điều chỉnh 4,55 ha diện tích tự nhiên và 1.279 nhân khẩu của phường Thanh Bình về phường Nam Bình quản lý.
- Điều chỉnh 102,80 ha diện tích tự nhiên và 1.197 nhân khẩu của xã Ninh Phong về phường Nam Bình quản lý.
- Điều chỉnh 26 ha diện tích tự nhiên và 1.300 nhân khẩu của xã Ninh Sơn về phường Nam Bình quản lý.
- Điều chỉnh 36,36 ha diện tích tự nhiên và 1.506 nhân khẩu của phường Nam Bình về xã Ninh Phong quản lý.

Sau khi điều chỉnh địa giới hành chính, phường Nam Bình có 185,76 ha diện tích tự nhiên và 9.290 nhân khẩu.
Ngày 7 tháng 2 năm 2007, Chính phủ ban hành Nghị định số 19/2007/NĐ-CP về việc thành lập thành phố Ninh Bình thuộc tỉnh Ninh Bình. Phường Nam Bình trực thuộc thành phố Ninh Bình.
Ngày 10 tháng 12 năm 2024, Ủy ban Thường vụ Quốc hội ban hành Nghị quyết số 1318/NQ-UBTVQH15 về việc sắp xếp đơn vị hành chính cấp huyện, cấp xã của tỉnh Ninh Bình giai đoạn 2023 – 2025 (nghị quyết có hiệu lực từ ngày 1 tháng 1 năm 2025). Theo đó, hành lập thành phố Hoa Lư thuộc tỉnh Ninh Bình trên cơ sở thành phố Ninh Bình và huyện Hoa Lư. Phường Nam Bình trực thuộc thành phố Hoa Lư.